# Le Parfum du mont Cervin
 (juillet 2020).
Pour plus de détails, voir Fiche technique et Distribution.
Le Parfum du mont Cervin (A Scent of the Matterhorn en anglais) est un cartoon américain Looney Tunes de 1961 réalisé par Chuck Jones mettant en scène Pépé le putois. 